# Jackass
Jackass var en halv time lang amerikansk tv-serie, der oprindelig blev vist på MTV fra 2000 til 2002, hvori en gruppe mænd udførte forskellige farlige og komiske stunts. Serien har siden ført til tre biograf- og dvd-udgivelser.
Som en fortsættelse af tv-serien, er filmene Jackass: The Movie (2002) og Jackass Number Two (2002) udkommet, mens Jackass 2,5 Direct-to-DVD udkom på DVD i december 2007. Jackass 3D havde premiere i december 2010 i Danmark. Fraklip fra Jackass 3D blev udgivet på DVD i juni 2011 under navnet Jackass 3.5.
Jackass har resulteret i flere spin-offs som Viva La Bam, Wildboyz, Homewrecker, Dr. Steve-O og Blastazoid.

## Medvirkende
- Johnny Knoxville
- Bam Margera
- Ryan Dunn
- Stephen "Steve-O" Glover
- Chris Pontius
- Preston Lacy
- Jason "Wee Man" Acuña
- Dave England
- Ehren McGhehey